# Guild of Loyal Women
La Guild of Loyal Women of South Africa (Guilde des femmes loyales d'Afrique du Sud) était une association féminine caritative qui s'est principalement occupée d'identifier, de marquer et d'entretenir les tombes de soldats britanniques tués lors de la Guerre des Boers. Son nom complet était Guild of Loyal Women of South Africa, Daughters of the Empire. Ce nom correspondait à la mission qu'elles se proposaient de mener : en tant que filles de l'empire britannique, elles cherchaient à renforcer et à soutenir la politique impérialiste de la Grande-Bretagne en Afrique du Sud.
L'association a été créée en mars 1900 par l'écrivaine sud-africaine Dorothea Fairbridge. Ses membres se recrutaient principalement dans la classe moyenne et la haute bourgeoisie d'origine britannique vivant en Afrique du Sud. Elle était soutenue et très proche du pouvoir britannique en Afrique du Sud, notamment du Haut-Commissaire britannique Sir Alfred Milner.
En juin 1900, la guilde comptait près de 3 000 membres, principalement dans la Colonie du Cap. À la fin de l'année 1900, elle comptait des sections dans le Natal, puis également dans le Transvaal dès la deuxième moitié de 1901.
En 1901, une partie des membres de la Guild of Loyal Women of South Africa ont rejoint la Victoria League. Cette association était animée de la même idéologie impérialiste mais avait son siège en Angleterre.
En 1910, la Guild of Loyal Women est entièrement dissoute au profit de la section sud-africaine de la Victoria League.
À travers l'histoire des associations féminines impérialistes, l'historiographie contemporaine découvre le rôle politique joué par certaines femmes dans l'aventure coloniale.

## But et idéologie de l'association
La Guild of Loyal Women of South Africa est créée en mars de 1900, soit près de six mois depuis le début de la Seconde guerre des boers et à un moment où la puissance militaire du camp boer est à son maximum,. La guilde réunit des femmes qui souhaitent soutenir la cohésion du camp impérialiste britannique et exercer une influence morale sur le déroulement des événements. La Guilde se donne pour mission de maintenir et promouvoir l'esprit de loyauté envers la Reine Victoria et la fidélité envers l'empire britannique. Sa devise est « Pour le Roi et l'Empire ». En décembre 1900, l'association obtient le patronage royal de la Couronne britannique.

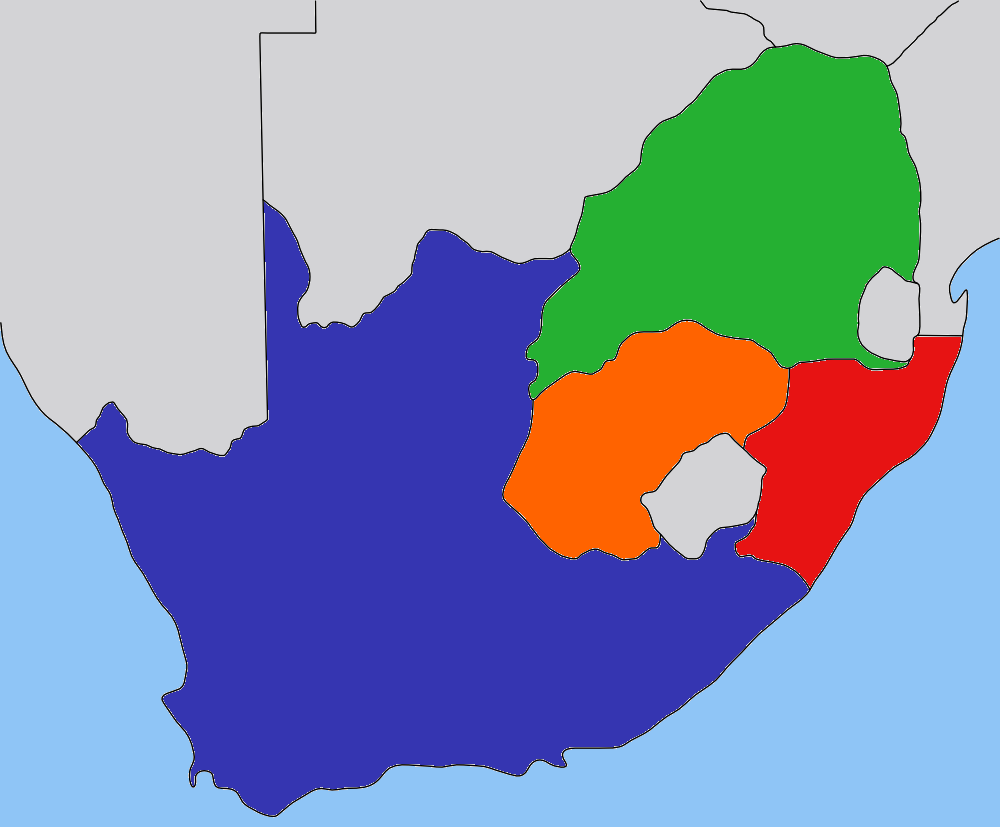
La carte politique de la région au début de la seconde guerre des Boers : la République sud-africaine du Transvaal (vert), l'État libre d'Orange (orange), la colonie du Cap (bleu), et le Natal (rouge).

La seconde guerre des Boers a débuté le 11 octobre 1899 et oppose la colonie du Cap et le Natal (le camp impérialiste britannique) aux deux républiques boers, la République sud-africaine du Transvaal et l'État libre d'Orange.
La seconde guerre des Boers, parfois appelée guerre anglo-boer, n'oppose pas simplement deux "éthnies" blanches, les Britanniques contre les Boers. De très nombreux Africains y ont également pris part, souvent guidés par l'espoir de conquérir un futur droit de retour ou d'accès à la terre ainsi que des droits individuels d'hommes libres égaux à ceux des Blancs. Néanmoins, ce qui préoccupe avant tout les membres de la guilde, c'est le succès du projet impérialiste britannique, la poursuite de la conquête coloniale, même si l'ennemi qui se dresse contre ce projet est blanc. Leur nom même est le reflet de cette préoccupation, elles sont les filles de l'Empire (Daughters of the Empire), elles se placent loyalement sous la Couronne et se refusent à percevoir le camp adverse autrement que comme celui qui se montre "déloyal", le camp de la trahison.

### Pour la suprématie de l'Empire
En ce qui concerne la guerre en cours, la guilde souhaite que : 
- la colonie du Cap reste intégrée à l'empire britannique ;
- que les quatre colonies existantes - à savoir la colonie du Cap, le Natal, l’État libre d'Orange et la République sud-africaine du Transvaal - soient unies en une seule entité, l'Afrique du Sud ;
- que la Grande-Bretagne ait la mainmise sur l'ensemble de l'Afrique du Sud ;
- que les liens entre l'Afrique du Sud, la métropole et les autres contrées de l'empire britannique soient renforcés[13].

### Apporter une touche féminine
La guilde ne réclame aucunement le droit des votes des femmes. Elles s'inscrivent dans l'idée - alors très répandue au sein de la société britannique métropolitaine - que les femmes ont à exercer une autorité morale plutôt que de s'engager dans les luttes partisanes de l'arène politique. Elles réclament pour elles-mêmes un pouvoir d'influence et non un pouvoir direct via l'exercice de droits politiques. Conservatrices tant au niveau de leur conception du genre que de la classe sociale, elles entendent cependant exprimer leurs idées politiques publiquement, notamment au cours de leurs réunions. Cette prise de parole publique constitue ainsi une brèche dans l'ordre traditionnel qui assignait aux femmes britanniques vivant dans les colonies le rôle primordial (et quasiment unique) de procréer et d'élever des enfants britanniques,.

### Indifférence voire hostilité envers les populations civiles boers

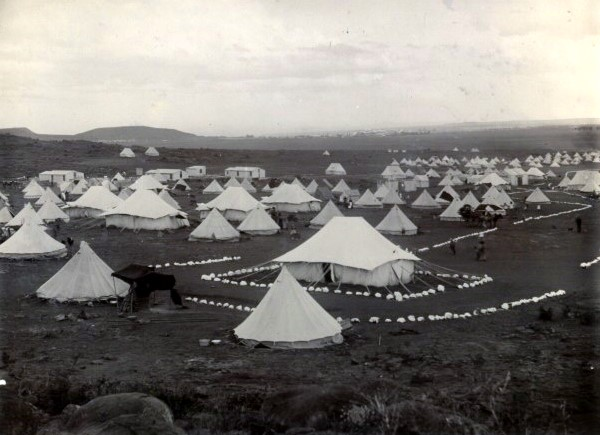
tentes du camp d'internement de Bloemfontein

La dernière phase du conflit - celle de la guérilla - propage le conflit sur de très vastes zones. Lord Kitchener décide de reconquérir le territoire par une politique systématique de la terre brûlée. Près de 30 000 exploitations boers sont détruites, les maisons rasées. L'armée britannique fait plus de 25 000 prisonniers de guerre, qu'elle envoie dans des camps de détention qu'elle fait construire dans différentes parties de l'empire (aux Bermudes, à Saint-Hélène, en Inde et au Sri Lanka). Quant à la population civile boer restée sur place - essentiellement des femmes et des enfants - Lord Kitchener fait établir pour elle une cinquantaine de camps d'internement. Il établit également de tels camps pour les populations noires déplacées par les ravages de la guerre, souvent à proximité immédiate des camps destinés aux Boers.
Malheureusement, les fonds alloués à la gestion des camps sont insuffisants et leur administration a été inadéquatement planifiée. Les approvisionnements en eau potable ne sont pas assurés, les conditions sanitaires y sont déplorables et les détenus malnutris. La mortalité y est très élevée, des épidémies - notamment de typhus et de rougeole - font de terribles ravages. Au total, près de 26 000 Boers meurent dans ces camps, ce qui équivaut à un huitième de leur population d'alors. Le nombre de personnes noires décédées dans ces camps d'internement n'est pas connu, il est estimé à près de 20 000 personnes.
En Angleterre, le traitement infligé aux femmes et enfants boers suscite l'indignation du parti libéral. Différentes commissions - dont une composée entièrement de femmes, appelée The Ladies Commission (la Commission des Dames), sont chargées de venir sur place pour enquêter sur la situation et écrire des rapports. Il en résulte une amélioration notable (de plus grandes portions alimentaires notamment), pour la population blanche des camps surtout. Du côté de la guilde, cette sollicitude à l'égard des détenues boers passe mal. Les différentes sections de la guilde se montrent très peu curieuses d'en apprendre davantage sur leur situation. Elles n'organisent pas d'actions caritatives pour ces femmes et ces enfants. Elles continuent de percevoir dans cette population civile le camp ennemi, celui des femmes déloyales envers la Couronne britannique. Leur souci principal est de s'assurer que les ressources allouées à la population loyaliste réfugiée ne soit pas inférieure à celles allouée à la population boer internée. Lorsqu'elles apprennent l'existence de la Commission des dames, la section de Johannesburg de la guilde se plaint officiellement:
« (...) cette branche de la Guilde des Femmes Loyales se préoccupe vivement des difficultés et des souffrances endurées par nos loyaux sujets (qui ont été chassés de leurs foyers). (...) Cette branche regrette qu'aucune assistance adéquate ne leur ait été apportée par le Gouvernement.

Le besoin d'une enquête en ce qui concerne la situation des réfugiés loyaux est plus pressant que celui qui concerne le cas des familles de ceux qui sont en train de se battre contre les Forces de Sa Majesté, de ce fait le champ d'action de la Commission récemment nommée devrait être étendu pour inclure la situation des loyalistes . »
— extrait d'une lettre de Margaret Ardeme adressée à Lord Milner

## Activités de la Guild of Loyal Women

### Entretien et décoration des tombes de guerre

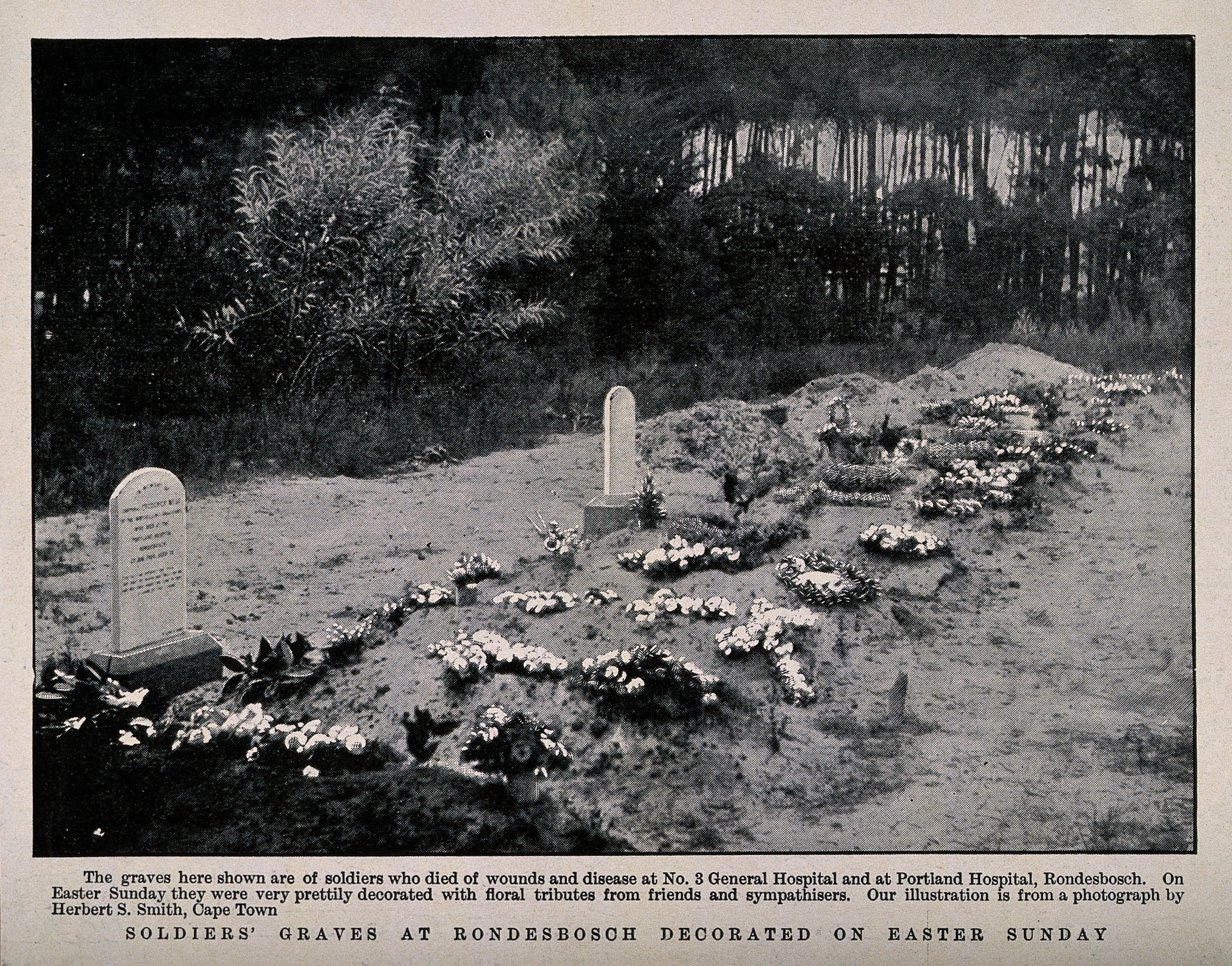
tombes décorées au cimetière militaire britannique à Rondebosch

Sur une suggestion de l'association féminine canadienne Imperial Order, Daughters of the Empire (IODE), la Guilde décide de décorer régulièrement les tombes des soldats britanniques tombés pour l'empire sur le sol sud-africain. Les familles des soldats tombés à la guerre étant souvent à des milliers de kilomètres de là, en métropole ou au Canada, elles ne sont en mesure de s'en charger elles-mêmes. La guilde, soutenu par le pouvoir politique, obtient des billets de train gratuits pour que ses membres puissent se déplacer vers les cimetières. En 1900, plusieurs sections de la guilde se donnent pour objectif de décorer les tombes plusieurs fois par an ; puis, au vu de l'ampleur de la tâche, on limite la décoration des tombes à un seul jour, appelé Decoration Day, généralement célébré le 1er novembre. Au départ, les tombes sont décorées par des fleurs, par la suite la plantation d’arbrisseaux et de plantes locales, plus résistantes au climat, sont privilégiés. Les soins apportés aux sépultures donnent lieu à des correspondances personnalisées entre les membres de la guilde et les familles de soldats canadiens, anglais, etc.

### Recherche et identification des sépultures
À partir de septembre 1900, la seconde guerre des boers entre dans une phase de guérilla. Les commandos boers effectuent des incursions furtives, des attaques contre des détachements isolés, des attentats contre les voies de communication.
Du côté des soldats de l'empire, le nombre de décès décroît, mais les tombes sont beaucoup plus dispersées. La guilde des femmes loyales reçoit de nombreuses lettres de familles de soldats éplorées qui ignorent tout de l'emplacement de la sépulture de leurs fils tombés au combat. La guilde entreprend alors un très grand travail de marquage et d'identification des sépultures. Là aussi, les membres entretiennent de nombreuses correspondances avec les familles de soldats morts durant le conflit.

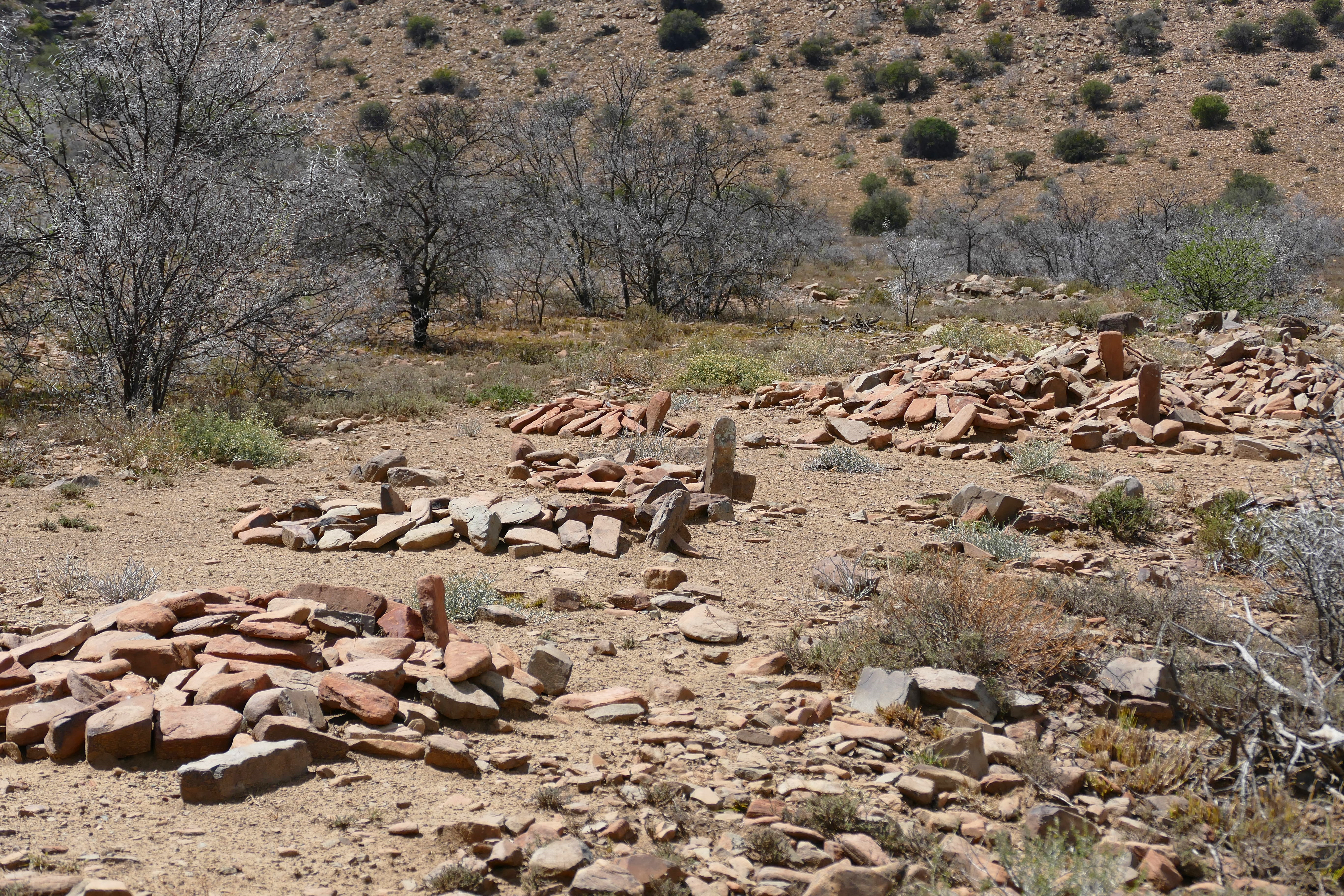
tombes anonymes de la seconde guerre des boers (1899 - 1902)

Pour l'ensemble du conflit, on compte moins de 8 000 morts au combat ou des suites de blessures au combat parmi les soldats britanniques, mais près de 14 000 décès à la suite d'épidémies de typhoïde et d'autres maladies. Le nombre de décès dus au maladie parmi les combattants boers n'est pas connu. Parmi les combattants boers, on compte 4 000 morts au combat ou des suites de leurs blessures au combat.
Ce travail de marquage, d'identification des sépultures et de communication avec les familles sera le modèle sur lequel se basera....[Quoi ?] lors de la première guerre mondiale.

### Activités de bienfaisance
À la fin du dix-neuvième siècle, les femmes britanniques ont accès aux professions d'enseignante et d'infirmière. Les femmes issues de l'aristocratie et de la haute bourgeoisie rejoignent quant à elles volontiers les rangs d'organisations philanthropiques. Durant la seconde guerre des Boers, un certain nombre de femmes acquises au camp britannique s'improvisent infirmières, avec des résultats peu probants, suscitant l'ire de la reine Victoria elle-même. D'autres cependant  apportent une aide plus efficace, soit parce qu'elles sont des infirmières qualifiées, soit parce qu'elles distribuent aux déplacés de l'intérieur différents types d'aides. C'est notamment le cas de certaines membres de la Victoria League ou de femmes quakers. Les membres de la Guild of Loyal Women s'emploient elles aussi à ce type de tâche, leurs efforts se concentrent cependant uniquement sur leur groupe d'appartenance, à savoir la population blanche acquise à l'empire. Ses membres sont souvent actives à travers d'autres organisations de charité auxquelles elles appartiennent également. La guilde intervient aussi en son nom propre. En fonction des besoins, cette aide perdure après la fin de la guerre. Ainsi, la section du Cap finance directement l'éducation d'enfants de loyalistes pauvres et plusieurs sections financent des hospices et maisons de convalescences destinés aux femmes, aux jeunes filles ou aux personnes âgées. Pour beaucoup de ses membres, la crise financière de 1905 aboutit cependant à des pertes financières importantes, ce qui amène à la dissolution de ces nouvelles institutions, faute de fonds suffisants.

### Efforts de réconciliation dans le contexte de l'émergence d'une identité sud-africaine blanche
La seconde guerre des boers prend officiellement fin le 31 mai 1902, sur une victoire du camp britannique. Les deux républiques boers, l'État libre d'Orange et la République sud-africaine du Transvaal, perdent leur indépendance et sont intégrées à l'Empire britannique. Le 20 septembre 1909, le Parlement britannique adopte le South Africa Act à la suite duquel le roi Édouard VII proclame la formation de l'union de l'Afrique du Sud pour le 31 mai 1910, date anniversaire de la fin de la guerre des Boers.
Dès la fin de la guerre, la politique sud-africaine se transforme. Aux réunions de la guilde, des orateurs masculins expliquent aux membres les transformations en cours et les adjoignent de tempérer quelque peu leur patriotisme exalté. Dès lors, les femmes de la ligue adoptent leur discours à l'air du temps. Elles se mettent à considérer que les Boers sont - comme les Sud-Africains d'origine britannique - épris de liberté et engagés dans la lutte pour l'avancée de la civilisation... Elles organisent des réunions publiques, des débats, des tournées d'informations et participent à leur manière à l'émergence d'une nouvelle identité sud-africaine blanche. Ce qui compte maintenant, ce ne sont plus tant les différences au sein des colons d'ascendance européenne, mais bien la création d'une société où ces mêmes colons unissent leur force pour asseoir leur domination sur les populations non blanches.
Comme à leur habitude, les membres de la Guilde mettent en avant leur qualité féminines, pour asseoir la légitimité de leur prise de parole. La figure de la maternité revient sans cesse : autour du berceau de cette nation naissante, n'y-a-t-il pas besoin des soins attentionnés des mères qu'elles sont ? Ce rôle éducatif, elles comptent le jouer à travers les diverses réunions qu'elles organisent, mais également en mettant sur pied ou en participant à diverses manifestations. En 1903, elles organisent parmi leurs membres un concours du meilleur « poème patriotique sud-africain ». À partir des années 1905, la guilde participe à différentes tentatives de promouvoir les industries textiles domestiques, notamment dans le but de créer des ponts entre les femmes d'origine boer et britannique.
Rapidement pourtant, la Guild of Loyal Women perd beaucoup de son attractivité. Son nom même est un message aux femmes boers et un obstacle aux efforts de réconciliation. En 1906, les membres discutent de l'opportunité d'abandonner ce nom pour un autre, plus consensuel. Elles décident finalement à l'unanimité de le conserver. Au fil des années cependant, de nombreuses membres choisissent de quitter la guilde pour rejoindre la Victoria League. Lorsqu'en 1912, la Guild of Loyal Women est officiellement dissoute, la guilde n'est quasiment plus qu'une coquille vide.

## Membres de laGuild of Loyal Women
Toute femme désireuse de soutenir la politique impérialiste de la Grande-Bretagne peut devenir membre. Contrairement à d'autres associations sud-africaines contemporaines, les femmes de confession juive ou catholique peuvent également adhérer. Les membres de la guilde se recrutent principalement dans la classe moyenne et la haute bourgeoisie d'origine britannique vivant en Afrique du Sud.
Parmi ces femmes, certaines, telle Dorothea Faibridge, sont issues de familles installées de longue date sur le territoire sud-africain. Typiquement, elles entretiennent des liens étroits avec la métropole, que ce soit à travers des relations de famille ou en promouvant leur identité britannique. D'autres membres de la guilde sont arrivées beaucoup plus récemment sur le territoire colonial. À la fin de l'ère victorienne, participer à l'aventure coloniale est l'occasion pour les femmes de s'affranchir quelque peu, de découvrir le monde et de ne plus se vouer exclusivement à la sphère domestique. De ce fait, un certain nombre de femmes choisissent d'accompagner leur mari soldat dans ses affectations, à l'instar de Violet Cecil, l'épouse de Lord Edward Cecil, chef d'état-major de Boden-Powell. Leur séjour n'est pas forcément pérenne. Certaines ne sont venues que pour visiter et soutenir moralement leur mari officier ; d'autres ont allégué de soucis de santé pour fuir un temps le climat morne et pluvieux de la mère patrie.

### Membres notoires
- Dorothea Fairbridge
- Violet Cecil
- Katie Stuart
- Victoria West
- Mrs Beaumont Rawbone
- Margaret Arderne
- Mrs. J. B Currey
- Miss Mary H. Currey